# Drumcode Records
Drumcode Records es un sello discográfico sueco de techno  dirigido por Adam Beyer. Desde que fuese creado en 1996, el sello ha lanzado varios éxitos, ha dado a conocer nuevos talentos, y ha participado en radio y en conjunto con otros sellos internacionales.[cita requerida] En el periodo de 2017-2018, Drumcode fue el sello de techno con más ventas en Beatport, según BeatStats, y el tercer sello más vendido en Beatport de todos los tiempos. Aunque originalmente Drumcode solo trabajaba con productores suecos o escandinavos, ahora también lo hace con DJs de otras nacionalidades cuyo sonido se ajusta a la línea musical.

## Artistas
- Adam Beyer
- Amelie Lens
- Cari Lekebusch
- Christian Smith
- Enrico Sangiuliano
- Hertz (Pierre Jerksten)
- Ida Engberg
- Jay Lumen
- Jerome Sydenham
- Jesper Dahlbäck
- Joey Beltram
- Joseph Capriati
- Layton Giordani
- Maceo Plex
- Manic Brothers
- Marco Carola
- Nicole Moudaber
- HI-LO (Oliver Heldens)
- Pan-Pot
- Sam Paganini
- Slam
- Steve Lawler
- Timmo
- Victor Calderone
- Victor Ruiz

## Pódcast
El propietario del sello, Adam Beyer, también presenta el podcast de techno Drumcode Radio Live.